# Крейт (тауншип, Миннесота)
Крейт (англ. Crate) — тауншип в округе Чиппева, Миннесота, США. На 2000 год его население составило 247 человек.

## География
По данным Бюро переписи населения США площадь тауншипа составляет 92,9 км², из которых 92,9 км² занимает суша, а 0,1 км² — вода (0,03 %).

## Демография
По данным переписи населения 2000 года здесь находились 247 человек, 84 домохозяйства и 67 семей.  Плотность населения —  2,7 чел./км².  На территории тауншипа расположено 102 постройки со средней плотностью 1,1 построек на один квадратный километр. Расовый состав населения: 98,38 % белых, 1,21 % коренных американцев и 0,40 % приходится на две или более других рас.
Из 84 домохозяйств в 45,2 % воспитывались дети до 18 лет, в 73,8 % проживали супружеские пары, в 4,8 % проживали незамужние женщины и в 20,2 % домохозяйств проживали несемейные люди. 19,0 % домохозяйств состояли из одного человека, при том 6,0 % из — одиноких пожилых людей старше 65 лет. Средний размер домохозяйства — 2,94, а семьи — 3,39 человека.
33,2 % населения — младше 18 лет, 5,7 % — в возрасте от 18 до 24 лет, 30,8 % — от 25 до 44, 19,8 % — от 45 до 64, и 10,5 % — старше 65 лет. Средний возраст — 35 лет. На каждые 100 женщин приходилось 100,8 мужчин.  На каждые 100 женщин старше 18 приходилось 114,3 мужчин.
Средний годовой доход домохозяйства составлял 40 000 долларов, а средний годовой доход семьи —  42 386 долларов. Средний доход мужчин —  21 607  долларов, в то время как у женщин — 25 313. Доход на душу населения составил 16 532 доллара. За чертой бедности находились 1,4 % семей и 3,1 % всего населения тауншипа, из которых 7,9 % младше 18 лет.